# URSS
URSS — російська видавнича компанія, що випускає навчальну та наукову літературу, в тому числі монографії, журнали, збірки праць Російської академії наук, науково-дослідних інститутів та навчальних закладів. Основні тематики — фізика, математика, лінгвістика, філологія. Формально розділена на п'ять видавництв — «Либроком», «КомКнига», «Едиторіал УРСС», «ЛКИ», «Ленанд».

## Історія
Заснована в 1995 році, випустила понад 4000 найменувань книг російською та європейськими мовами. Деякі книжкові серії — «Синергетика в гуманітарних науках», «Класичний університетський підручник», «Науку — всім!», «Фізико-математична спадщина». З 1996 по 2010 рік видавало «Праці Московського математичного товариства». З 2000 року випускає «Французький щорічник». До 2015 року випущено понад 1300 словників (як репринтні перевидання, так і перекладні видання та сучасні видання).

## Критика
Критикувалась біологом Г. А. Базикіним за випуск книги Петра Кононкова «Два світу — дві ідеології», що містить підтримку Лисенківщини.